# Brăiești, Suceava
Brăiești (germană Brajestie) este un sat în comuna Cornu Luncii din județul Suceava, Bucovina, România.

## Recensământul din 1930
Componența etnică a satului Brăiești
     Români (98,3%)
     Germani (1,25%)
     Altă etnie (0,45%)
Componența confesională a satului Brăiești
     Ortodocși (98,3%)
     Romano-catolici (1,25%)
     Altă religie (0,45%)
Conform recensământului efectuat în 1930, populația satului Brăiești se ridica la 974 locuitori. Majoritatea locuitorilor erau români (98,3%), cu o minoritate de germani (1,25%). Alte persoane s-au declarat: evrei (3 persoane), armeni (2 persoane). Din punct de vedere confesional, majoritatea locuitorilor erau ortodocși (98,3%), dar existau și romano-catolici (1,25%). Alte persoane au declarat: mozaici (3 persoane) și armeno-gregorieni (2 persoane) .
 Acest articol despre o localitate din județul Suceava este deocamdată un ciot. Puteți ajuta Wikipedia prin completarea lui.